# West Alpha
SS West Alpha est une plate-forme pétrolière semi-submersible norvégienne appartenant à la société de forage Seadrill, qui navigue sous pavillon panaméen. Elle a été construite en 1986 au Japon et modernisée en 2009. 

## Caractéristiques
Elle peut opérer jusqu'à 7.000 mètres pour le forage et se poser jusqu'à 600 mètres de fond. Elle est stabilisée par 8 ancres de 15 tonnes avec un maximum de 2.000 mètres de chaïne.
Elle possède une hélisurface pouvant accueillir un hélicoptère de type Sikorsky S-92.

### Dommages environnementaux
En novembre 2009, la plate-forme auto élévatrice SS West Alpha, située sur le champ pétrolifère Montara, à environ 690 kilomètres au large de Darwin, en Australie, a pris feu après que le champ fuit du pétrole depuis dix semaines. La plate-forme était exploitée par la société thaïlandaise PTT Exploration and Production (en) (PTTEP). Pendant 74 jours, le gaz et le pétrole ont pénétré dans la mer de Timor, au cours de ce qui a été l’une des pires catastrophes écologiques de l’histoire de l’Australie.

### Articles externes
- West Alpha - Site marinetraffic
- West Alpha - Site Seadrill